# رينات فخر الدينوف
رينات رياشيتوفيتش فخريتدينوف (بالروسية: Ринат Ряшитович Фахретдинов؛ مواليد 29 سبتمبر 1991) هو مُقاتل فنون قتالية مختلطة روسي.

## وصلات خارجية
- رينات فخر الدينوف على موقع يو إف سي (الإنجليزية)
- رينات فخر الدينوف على موقع شيردوغ (الإنجليزية)
- رينات فخر الدينوف على موقع Tapology.com (الإنجليزية)
- رينات فخر الدينوف على موقع إي إس بي إن (الإنجليزية)